# Lake Crystal
Lake Crystal ist eine Stadt im US-Bundesstaat Minnesota. Das U.S. Census Bureau hat bei der Volkszählung 2020 eine Einwohnerzahl von 2.539 ermittelt. In der Stadt befindet sich die Wellcome Memorial High School, die Beziehungen zur Realschule in der deutschen Stadt Weinsberg unterhält.

## Geographie
Die Stadt Lake Crystal liegt im Blue Earth County an der State Route 60, rund 19 Kilometer südwestlich von Mankato. Östlich der Stadt liegt der Crystal Lake, südöstlich der Loon Lake. Nach Angaben des United States Census Bureau beträgt die Fläche der Stadt 4,6 Quadratkilometer.

## Demografie
Nach der Volkszählung im Jahr 2000 leben in Lake Crystal 2420 Menschen in 940 Haushalten und 652 Familien. Ethnisch setzt sich die Bevölkerung aus 98 Prozent weißer Bevölkerung sowie kleineren Minderheiten zusammen.
In 34,8 % der 980 Haushalte leben Kinder unter 18 Jahren, in 57,8 % leben verheiratete Ehepaare, in 8,3 % leben weibliche Singles und 30,6 % sind keine familiären Haushalte. 26,4 % aller Haushalte bestehen ausschließlich aus einer einzelnen Person und in 14,8 % leben Alleinstehende über 65 Jahre. Die durchschnittliche Haushaltsgröße liegt bei 2,52 Personen, die von Familien bei 3,08.
Auf das gesamte Gebiet bezogen setzt sich die Bevölkerung zusammen aus 27,4 % Einwohnern unter 18 Jahren, 7,9 % zwischen 18 und 24 Jahren, 28,3 % zwischen 25 und 44 Jahren, 18,9 % zwischen 45 und 64 Jahren und 17,4 % über 65 Jahren. Der Median beträgt 35 Jahre. Etwa 50,7 % der Bevölkerung ist weiblich.
Der Median des Einkommens eines Haushaltes beträgt 39.912 USD, der einer Familie 47.143 USD. Das Pro-Kopf-Einkommen liegt bei 17.454 USD. Etwa 5,4 % der Bevölkerung und 4,5 % der Familien leben unterhalb der Armutsgrenze.
| 1970  | 1980  | 1990  | 2000  | 2020  |
| ----- | ----- | ----- | ----- | ----- |
| 1.807 | 2.078 | 2.084 | 2.420 | 2.539 |